# Charniodiscus
Il charniodisco (gen. Charniodiscus) è un genere di organismi estinti, appartenente all'enigmatico gruppo dei vendobionti (Vendobionta), vissuto nel Proterozoico superiore (Ediacarano, circa 560 milioni di anni fa). I suoi resti sono stati ritrovati per la prima volta in Inghilterra, ma in seguito sono stati descritti in varie parti del mondo.

## Descrizione
Questo essere, probabilmente, era un filtratore che rimaneva ancorato al fondo marino sabbioso. L'organismo era costituito da un peduncolo allargato, da uno stelo e da una struttura frondosa. Il peduncolo era bulboso e tondeggiante, mentre lo stelo era senza dubbio flessibile. La “fronda” era segmentata e possedeva un'estremità appuntita. Vi erano due forme di crescita: una con uno stelo corto e una fronda ingrossata, l'altro con un lungo stelo e una fronda più breve, che si trovava a circa 50 centimetri dal bulbo di ancoraggio. L'intero organismo doveva assomigliare alle attuali “penne di mare” (Pennatulacea), ma l'organizzazione corporea suggerisce che il charniodisco fosse parte di un gruppo di organismi noti come vendobionti.

## Scoperta e distribuzione
Questo organismo fu uno dei primi esseri precambriani ad essere scoperti. I primi fossili, rinvenuti nella foresta di Charnwood in Inghilterra, furono descritti nel 1958 da Trevor D. Ford. Il nome deriva dal fatto che inizialmente Ford rinvenne solo il peduncolo, consistente in un doppio cerchio concentrico (ed ecco il nome specifico, Charniodiscus concentricus). Più tardi si scoprì che un fossile a forma di fronda descritto poco tempo prima (Charnia masoni) era parte di un organismo assai simile. Charnia e Charniodiscus, in effetti quasi identici, differiscono nella struttura dei segmenti che compongono la fronda.
Ulteriori resti di charniodisco sono stati rinvenuti in varie parti del mondo, in terreni formatisi in un intervallo di circa 10 milioni di anni. Si conoscono varie specie, distinte principalmente per il numero di segmenti, per la presenza o meno di una spina alla sommità e per il rapporto delle dimensioni delle varie parti dell'organismo.